# Xushangqiao (köpinghuvudort i Kina, Jiangxi Sheng, lat 28,23, long 116,55)
Xushangqiao är en köpinghuvudort i Kina. Den ligger i provinsen Jiangxi, i den sydöstra delen av landet, omkring 82 kilometer sydost om provinshuvudstaden Nanchang. Antalet invånare är 20 849. Befolkningen består av 9 877 kvinnor och 10 972 män. Barn under 15 år utgör 18,0 %, vuxna 15-64 år 73 %, och äldre över 65 år 7,0 %.
Runt Xushangqiao är det tätbefolkat, med 297 invånare per kvadratkilometer. Närmaste större samhälle är Maxu, 13,1 km sydväst om Xushangqiao. Trakten runt Xushangqiao består till största delen av jordbruksmark.
Genomsnittlig årsnederbörd är 2 491 millimeter. Den regnigaste månaden är juni, med i genomsnitt 454 mm nederbörd, och den torraste är oktober, med 26 mm nederbörd.